# Římskokatolická farnost Hrádek u Znojma
Římskokatolická farnost Hrádek u Znojma je územní společenství římských katolíků s farním kostelem svatého Petra a Pavla ve znojemském děkanství.

## Historie farnosti
První písemná zmínka o obci je z roku 1046, románská rotunda svatého Oldřicha pochází z první poloviny 13. století, stejně jako první zmínka o faře. V polovině 17. století byl původní farní kostel zničený, o sto let později obec včetně fary a kostela vyhořela. V letech 1761 až 1764 byl postaven kostel nový. 

## Duchovní správci
Ve farnosti v letech 1978 až 1999 působil významný představitel skryté církve Stanislav Krátký. Od 1. července 2009 je administrátorem excurrendo R. D. Mgr. Pavel Sobotka,který je zároveň členem farního tým FATYM Přímětice-Bítov. Ten byl k 1. červenci 2015 ustanoven farářem.
FATYM Přímětice-Bítov je společenství katolických kněží, jáhnů a jejich dalších spolupracovníků. Působí v brněnské diecézi od roku 1996. Jedná se o společnou správu několika kněží nad větším množstvím farností za spolupráce laiků. Mimo to, že se FATYM stará o svěřené farnosti, snaží se jeho členové podle svých sil vypomáhat v různých oblastech pastorace v Česku.

## Bohoslužby
| Kostel                | Místo           | Bohoslužba (den) | Hodina | Poznámka     |
| --------------------- | --------------- | ---------------- | ------ | ------------ |
| svatého Petra a Pavla | Hrádek u Znojma | neděle           | 8.00   | farní kostel |

## Aktivity ve farnosti
Dnem vzájemných modliteb farností za bohoslovce a bohoslovců za farnosti brněnské diecéze je 2. listopad. Adorační den připadá na nejbližší neděli po 5. červnu.
Ve farnosti se pravidelně koná tříkrálová sbírka. V roce 2017 činil její výtěžek v Hrádku 21 213 korun, v Křídlůvkách 8 328 korun.